# The Desperadoes
The Desperadoes is een Amerikaanse western uit 1943 onder regie van Charles Vidor.

## Verhaal
De postrijder Willie McLeod heeft een plannetje bekokstoofd met een plaatselijke bankier. Voor hun plan moet de bank worden beroofd. Als de beoogde overvaller niet op het appel verschijnt, schakelen ze enkele misdadigers in. Uiteindelijk komt de eerste overvaller toch opdagen en hij blijkt een vriend te zijn van de sheriff.

## Rolverdeling
| Acteur          | Personage         |
| --------------- | ----------------- |
| Randolph Scott  | Sheriff           |
| Claire Trevor   | Gravin            |
| Glenn Ford      | Cheyenne Rogers   |
| Evelyn Keyes    | Allison McLeod    |
| Edgar Buchanan  | Oom Willie McLeod |
| Guinn Williams  | Nitro Rankin      |
| Raymond Walburn | Rechter Cameron   |
| Porter Hall     | Bankier Clanton   |